# Fernando Abril Martorell
Fernando Abril Martorell (Valencia, 31 de agosto de 1936-Madrid, 16 de febrero de 1998) fue un político español.

## Biografía
Nació en Valencia el 31 de agosto de 1936, aunque a lo largo de su vida estuvo también muy vinculado a Segovia y Madrid. 
Estudió en Madrid Ingeniería Agrónoma y Ciencias Políticas, obteniendo posteriormente el doctorado en ambas carreras. En 1969 fue nombrado presidente de la Diputación Provincial de Segovia, siendo gobernador civil de la provincia Adolfo Suárez. Tras esto fue director técnico del FORPPA (1971-1972), director general de Producción Agraria (1972-1974) y procurador en Cortes.

### Procurador en Cortes
Procurador en Cortes durante la IX Legislatura de las Cortes Españolas (1967-1971), nato por su cargo de Presidente de la Diputación de Segovia, desde el 30 de junio de 1969, sustituyendo a Miguel Ángel Zamarrón Ruiz causa baja el 2 de abril de 1970 siendo sustituido por Julio Acosta Gallardo.
En las elecciones celebradas el 16 de noviembre de 1971 para formar la X Legislatura de las Cortes Españolas (1971-1976) obtiene 21 226 votos de un total de 113 768 emitidos en la provincia de Segovia.

### Los años de la Transición
Fue presidente de la Diputación Provincial de Segovia y gobernador civil de Segovia (interino)
(1969). Director técnico, con la categoría de subdirector General, del Fondo de Ordenación y Regulación de Productos y Precios Agrarios (FORPA) (1970). Director general de Capacitación y Extensión Agraria y consejero Ejecutivo del Consejo Superior Agrario (1971). Director general de Producción Agraria con Tomás Allende de ministro de Agricultura (1971). Hombre de confianza de Adolfo Suárez, del que era amigo personal, al acceder a la Presidencia del Gobierno le nombró Ministro de Agricultura (1976-1977), ministro interino de Comercio (1976 y 1977), vicepresidente del Consejo de Ministros (1977-1978), vicepresidente tercero del Gobierno para Asuntos Políticos (1977-1978), Ministro de Economía (1978-1979), vicepresidente segundo del Gobierno para Asuntos Económicos (1978-1980) o senador por designación real (1977-1979). Fue uno de los fundadores de Unión de Centro Democrático (UCD), fuerza por la que fue elegido diputado por Valencia (1979-1982) y presidente regional de UCD de la Comunidad Valenciana.  

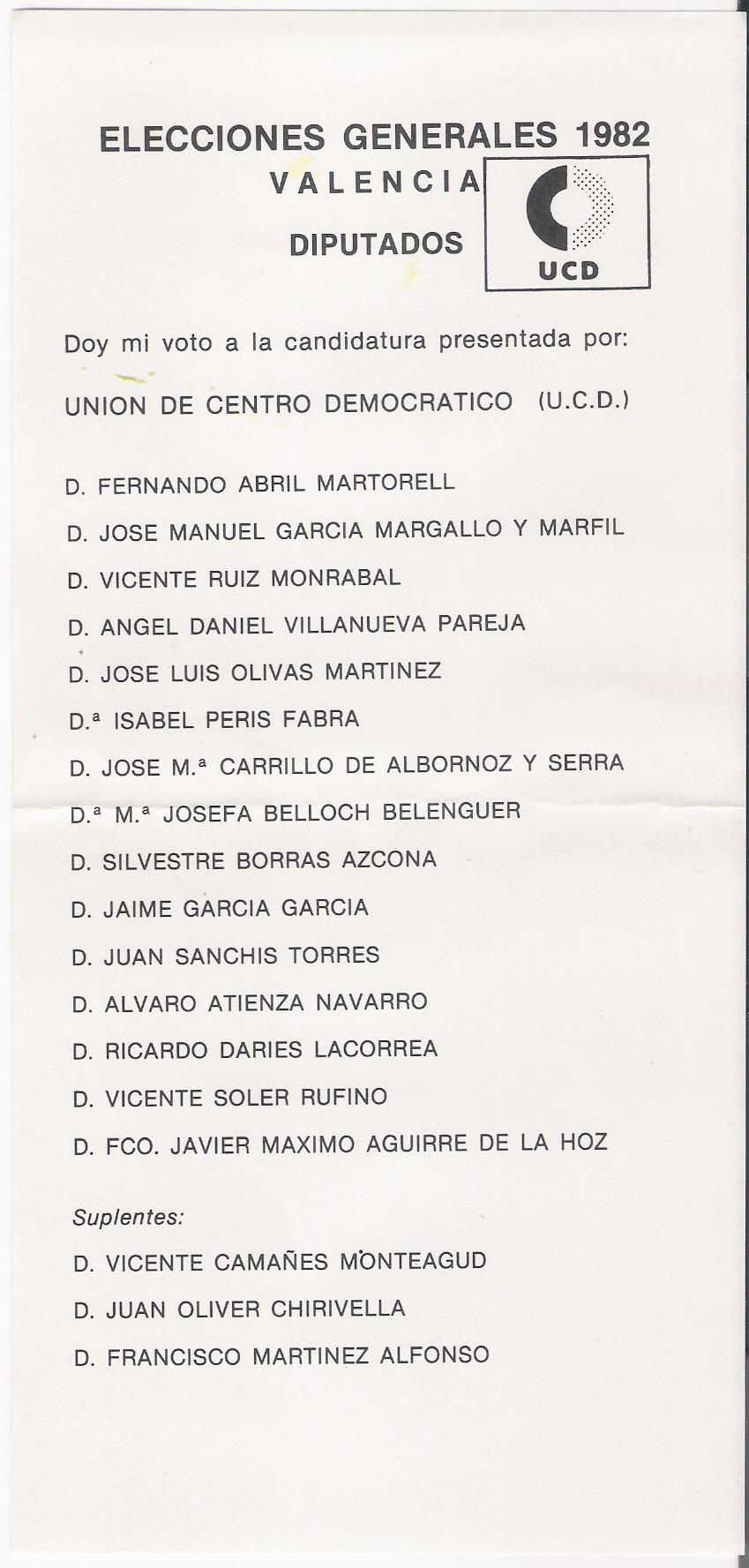
Lista de UCD al Congreso por Valencia en 1982.

Tras no conseguir escaño en Valencia por UCD en 1982 dejó la política y se dedicó al mundo empresarial. Fue presidente de la Unión Naval de Levante (controlada por el Banco Central) y vicepresidente del Banco Central Hispano (1991). En junio de 1990 fue nombrado presidente, a propuesta de Felipe González, de la Comisión de Análisis y Evaluación del Sistema Nacional de Salud, creada por el Ministerio de Sanidad, que produjo el denominado Informe Abril para diseñar la reforma del sistema sanitario español.
Murió en Madrid de un cáncer de pulmón. En la actualidad, hay en la ciudad madrileña de Leganés una residencia de estudiantes vinculada a la Universidad Carlos III que lleva su nombre.